# Deus Arrakis
Deus Arrakis – ostatni album studyjny Klausa Schulzego, wydany 1 lipca 2022 roku w Europie nakładem wytwórni SPV.
8 lipca album doszedł do 2. (najwyższego spośród albumów artysty) miejsca na liście Offizielle Deutsche Charts.

## Album

### Historia
Deus Arrakis stanowi powrót Klausa Schulzego do powieści science fiction Franka Herberta, Diuna, która stała się inspiracją do albumu Dune z 1979 roku. Rok wcześniej Schulze nagrał utwór zatytułowany „Frank Herbert”. Natomiast bezpośrednim bodźcem  do nagrania albumu Deus Arrakis była współpraca Schulzego z Hansem Zimmerem przy realizacji ścieżki dźwiękowej tego ostatniego do filmowej adaptacji powieści Diuna, noszącej ten sam tytuł. 

### Muzyka
Na albumie znalazły się trzy utwory. Pierwszy z nich, „Osiris”, zawiera delikatną linię basu z „Franka Herberta”. Klimatem przypomina falujący, melancholijny kobierzec dźwięków, pomiędzy którymi wstawiane są progresywne sekwencje, a ćwierkające, elektroniczne dźwięki przewijają się przez całą kompozycję. Drugi utwór, „Seth” rozpoczyna się dźwiękiem statycznych zakłóceń, który przechodzi w nastrojową ambientową melodię. Później pojawia się partia wiolonczeli, grana przez Wolfganga Tiepolda. Ostatnim utworem jest „Der Hauch des Lebens”, nawiązujący elektronicznej klasyki Schulzego z lat. 70. Powstał w czasie, gdy życie kompozytora dobiegało kresu. Z utworu emanuje tajemny nastrój, zbudowany przy pomocy pejzaży dźwiękowych i starannie wkomponowanych odgłosów oddechu Evy-Marii Hagermann oraz nagrań terenowych, zastąpionych miejscami elektroniką oraz ulotnymi fragmentami wokalnymi i melodycznymi. Kompozycję wieńczy dramatyczny finał.
Pod koniec nagrywania albumu Schulze wyznał: „Deus Arrakis stał się kolejnym hołdem dla Franka Herberta i tego wielkiego daru życia w ogóle”.

### Wydanie
22 kwietnia 2022 roku Klaus Schulze zapowiedział, że jego nowy album ukaże się 10 czerwca nakładem wytwórni SPV: „Po wielu latach udanej współpracy z SPV, naturalnym było oddanie mojego nowego albumu w sprawdzone ręce doskonałego zespołu. Cieszę się, że owocna współpraca trwa nadal” – stwierdził muzyk nazywając album „bardzo bliskim mojemu sercu”. Zwiastunem albumu był utwór „Osiris”, udostępniony na platformach streamingowych.
1 lipca album ukazał się w Europie w kilku formatach: CD, box set (3 LP + CD) oraz streaming i digital download.

### Lista utworów

#### CD
Lista i informacje według Discogs:
| 1. | Osiris               | 18:28   |
|    |                      |         |
| 2. | Seth                 | 31:47   |
|    |                      |         |
| 3. | Der Hauch Des Lebens | 27:08   |
|    |                      |         |
|    |                      | 1:17:23 |
|    |                      |         |

#### 3 LP + CD
Box set zawiera 3 płyty winylowe, nagrane jednostronnie (z akwafortą na stronie B) oraz płytę kompaktową w formie digipack. Wydawnictwo ukazało się w limitowanym nakładzie 500 egzemplarzy, podpisanych przez Klausa Schulzego.
| A.    | Osiris                     | 18:28   |
|       |                            |         |
| C.    | Seth Pt #1                 | 16:29   |
|       |                            |         |
| D.    | Seth Pt #2                 | 15:30   |
|       |                            |         |
| E.    | Der Hauch Des Lebens Pt #1 | 16:34   |
|       |                            |         |
| F.    | Der Hauch Des Lebens Pt #2 | 10:39   |
|       |                            |         |
| CD-1. | Osiris                     | 18:31   |
|       |                            |         |
| CD-2. | Seth                       | 31:50   |
|       |                            |         |
| CD-3. | Der Hauch Des Lebens       | 27:08   |
|       |                            |         |
|       |                            | 2:35:09 |
|       |                            |         |

#### Streaming + digital download
Lista i informacje według Bandcamp:
| 1.  | Osiris – Pt#1               | 06:24   |
|     |                             |         |
| 2.  | Osiris – Pt#2               | 04:29   |
|     |                             |         |
| 3.  | Osiris – Pt#3               | 06:30   |
|     |                             |         |
| 4.  | Osiris – Pt#4               | 01:02   |
|     |                             |         |
| 5.  | Seth – Pt#1                 | 02:01   |
|     |                             |         |
| 6.  | Seth – Pt#2                 | 02:23   |
|     |                             |         |
| 7.  | Seth – Pt#3                 | 07:14   |
|     |                             |         |
| 8.  | Seth – Pt#4                 | 04:47   |
|     |                             |         |
| 9.  | Seth – Pt#5                 | 06:50   |
|     |                             |         |
| 10. | Seth – Pt#6                 | 05:29   |
|     |                             |         |
| 11. | Seth – Pt#7                 | 02:58   |
|     |                             |         |
| 12. | Der Hauch des Lebens – Pt#1 | 03:47   |
|     |                             |         |
| 13. | Der Hauch des Lebens – Pt#2 | 04:42   |
|     |                             |         |
| 14. | Der Hauch des Lebens – Pt#3 | 08:00   |
|     |                             |         |
| 15. | Der Hauch des Lebens – Pt#4 | 04:52   |
|     |                             |         |
| 16. | Der Hauch des Lebens – Pt#5 | 05:44   |
|     |                             |         |
|     |                             | 1:17:12 |
|     |                             |         |

### Informacje
- Klaus Schulze – kompozycja, nagranie
- Wolfgang Tiepold – wiolonczela
- Eva-Maria Kagermann – głos
- Tom Dams – nagranie, produkcja
- Christian Bröhenhorst – projekt graficzny

## Odbiór

### Opinie krytyków
| Oceny łączne      | Oceny łączne |
| Publikacja        | Ocena        |
| ----------------- | ------------ |
| Album of the Year | 80/100       |
| Recenzje          |              |
| Publikacja        | Ocena        |
| Financial Times   | [ 1 ]        |
| laut.de           | [ 2 ]        |
| Record Collector  | [ 9 ]        |
| Uncut             | 8/10         |

Album otrzymał średnią ocenę 80 na 100 na podstawie 2 recenzji krytycznych w zestawieniu Album of the Year.
Zdaniem Ludovica Hunter-Tilneya z dziennika Financial Times „pośmiertny album niemieckiego pioniera muzyki elektronicznej jest hołdem dla powieści Diuna Franka Herberta”. Trzy długie instrumentalne kompozycje albumu „to mistrzowska klasa w staromodnej muzyce kosmicznej, pełna mrugających świateł i powoli oscylujących dronów – podróż w zaświaty pilotowana przez Schulzego przy klawiaturach zestawu analogowych syntezatorów”.
W opinii Jeremy’ego Allena z miesięcznika Record Collector „Deus Arrakis jest tak ambientowy i abstrakcyjny, jak większość dzieł kosmicznej legendy, tworząc bardziej eteryczny nastrój, niż narrację, która, biorąc pod uwagę jego smutne odejście, staje się rodzajem ceremonialnego, syntezatorowego pogrzebu”.
Toni Hennig z magazynu laut.de ocenia, że Deus Arrakis jest „melancholijnym przypomnieniem wielkiego daru życia.
Sharon O’Connell z miesięcznika Uncut uważa, że „trzy eksploracje długiej formy na Deus Arrakis to klasyczny Klaus Schulze – bujne, lśniące pola syntezatorowe, których falowanie jest zarówno majestatyczne, jak i szczególnie głębokie w swoich aluzjach do ogromu wszechświata”.

Muzyka Klausa Schulzego nigdy nie była bardziej aktualna niż dzisiaj. Bardziej niż kiedykolwiek wcześniej muzyka Klausa Schulzego jest idealną równowagą między duszą a technologią. Deus Arrakis to imponujący dowód na to, że muzyka pioniera elektroniki wciąż ma duszę.

### Listy tygodniowe
| Kraj       | Lista                      | Pozycja |
| ---------- | -------------------------- | ------- |
| Belgia     | Ultratop (Flandria)        | 168     |
| Niemcy     | Offizielle Deutsche Charts | 2       |
| Szwajcaria | Schweizer Hitparade        | 21      |